# Saint-Pardoux-le-Neuf, Creuse
Saint-Pardoux-le-Neuf là một xã thuộc tỉnh Creuse trong vùng Nouvelle-Aquitaine miền trung nước Pháp. Xã này nằm ở khu vực có độ cao trung bình 500 mét trên mực nước biển.